# Озёрный (Режевской городской округ)
Озёрный — посёлок в Режевском городском округе Свердловской области России.

## География
Посёлок располагается в 18 км на юго-запад от города Режа и в 50 км от Екатеринбурга. В 5 км находится посёлок Костоусово с одноименной железнодорожной станцией. Недалеко от Озёрного находится Режевской минералогический заказник, входящий в «Самоцветную полосу Урала».

## История
Посёлок основан в 1949 году на базе лагерей для интернированных. В 1952 году получил статус посёлка городского типа. С 31 декабря 1997 года сельский населённый пункт. В поселке есть средняя школа, детский сад, медицинский пункт.
Название по расположению на реке Озёрной (бассейн Режа).
28 февраля 1940 года на станцию Костоусово прибыл эшелон интернированных поляков. В пяти километрах от станции в северо-западном направлении, на берегу реки Озёрной спецпоселенцами были построены поселки лесозаготовителей под названиями 46 квартал и Озеро. Кругом были леса и болота. Через реку Озёрную был построен мост, на правом берегу расположились бараки, а на левом — столовая, школа для детей, комендатура, кладбище и другие объекты. Поляки работали в Озёрском мехлесопункте треста «Свердлес» с 1940 по 1944 годы на участках лесозаготовок, лесобирже и шпалозаводе. В конце 1940-х годов в 46-м квартале возник поселок Озерный. В память переселенцев на польском кладбище в 1997 году был установлен памятник.
Велась также разработка месторождения радиоактивных руд тория в пойме реки Озёрной, обогащение происходило на промплощадке на левом берегу реки. В пойме реки работала драга. После выработки месторождения предприятие № 5 было ликвидировано, работники переехали на подобные предприятия в посёлок Малышева и Казахстан. На освободившейся промышленной площадке были организованы другие производства, дольше всего (с 1970 по 2004 гг) действовал в поселке Режевской филиал завода слаботочной радиоаппаратуры.

## Экономика
Жители заняты в местных организациях, а также работают на предприятиях города Режа. По состоянию на 2024 год, работают торфпредприятие «Торфяная поляна» (разработка месторождения с 2013 г) и Крестьянско-фермерское хозяйство А. П. Шукшаева. Часть домовладений поселка — дачные участки жителей областного центра.

## Инфраструктура
В Озёрном имеются предприятия торговли и услуг, детский сад, средняя школа. В 2012 года школа получила новое современное здание вместимостью на 200 учащихся. В ней есть оборудованный спортзал. На базе школы действуют отделения дополнительного образования «Авторская песня», «Вокал», «Ажурная лоза», «Кисточка» и др. В здании школы открыт музей истории школы и поселка.
Действует приход в честь иконы Божией Матери «Скоропослушница» (молитвенная комната).
Функционирует сельский клуб, библиотека.

## Население
| 1959 | 1970 | 1979 | 1989 |
| ---- | ---- | ---- | ---- |
| 1500 | 1172 | 1488 | 1290 |

| 2002 | 2010 | 2021 |
| ---- | ---- | ---- |
| 899  | ↘896 | ↘634 |